# Camptochaeta tenuipalpis
Camptochaeta tenuipalpis är en tvåvingeart som först beskrevs av Werner Mohrig och Evgenia Antonova 1978.  Camptochaeta tenuipalpis ingår i släktet Camptochaeta och familjen sorgmyggor. Inga underarter finns listade i Catalogue of Life.